# OC-14-4A
L'OTs-14-4A "Groza-4" (ОЦ-14-4А "Гроза-4") è un fucile d'assalto russo bullpup che spara munizioni subsoniche 9 x 39 mm. È stato sviluppato ai TsKIB SOO (Laboratori centrali di progettazione e ricerca di armi per lo sport e la caccia) di Tula, in Russia. L'arma è anche colloquialmente conosciuta come OC-14 o OTs-14 "Groza" (Temporale). Una variante dell'arma è l'Ots-14-1A "Groza-1" che impiega le munizioni 7,62 × 39 mm.

## Storia
I lavori sul progetto dell'OTs-14-4A iniziarono nel dicembre del 1992. Il progettisti a capo delle operazioni furono Valery Telesh (già progettista dei lanciagranate sottocanna GP-25 e GP-30) e Yuri Lebedev.
L'obiettivo del team era riunire in un unico progetto tutte le migliori caratteristiche delle armi da combattimento ravvicinato, utilizzando l'AKS-74U come base di partenza. I primi prototipi furono pronti per i test in meno di un anno e l'arma entrò in produzione nei primi mesi del 1994. Fu presentato per la prima volta al pubblico al MILIPOL di Mosca nell'aprile 1994 e adottato poco dopo dal Ministero degli affari interni MVD.
Le prestazioni dell'OTs-14-4A lo portarono all'attenzione del Ministero della difesa (MO) che necessitava di un'arma simile. Dopo alcuni test fu adottato dalla Spetsnaz e da alcune unità speciali della prima linea (paracadutisti e genieri). L'arma fu originariamente concepita per usare quattro differenti tipi di munizioni: 5.45 x 39 mm, 5.56 x 45 mm, 7,62 x 39 mm o 9 x 39 mm ma l'idea è stata abbandonata in seguito alle richieste dell'MVD, che necessitava di un'arma impiegante munizioni 9 x 39 mm per gli scontri in Cecenia.

## Caratteristiche
L'OTs-14-4A condivide il 75% dei componenti con l'AKS-74U. I componenti di base dell'arma sono ereditati direttamente dal fucile d'assalto AKS-74U e modificati leggermente, con un design semplificato che li rende sensibilmente più economici. L'arma presenta un design modulare che permette di assemblare una delle quattro versioni a seconda della missione assegnata. Ha una configurazione bullpup per aumentare la portabilità ed il bilanciamento. L'impugnatura è spostata in avanti rendendolo più compatto, adatto ad esser portato di nascosto e così bilanciato da permettere di far fuoco con una sola mano, come con una pistola. È presente un selettore di fuoco come meccanismo di sicurezza. Il fucile è equipaggiato con tacche di mira metalliche configurabili mentre il lanciagranate dispone di un mirino metallico pieghevole. Sull'impugnatura può esser agganciato un mirino telescopico PSO o vicino all'otturatore su versioni più recenti. È possibile montare mirini notturni standard.

## Aspetti tecnici
L'OTs-14-4A utilizza il munizionamento 5.45 x 39 mm dell'AKS-74U. Ha un selettore di fuoco, è operante a gas ed ha un otturatore rotante.
È accessoriato con una valigetta di alluminio dotata di equipaggiamento ed accessori per un ampio ventaglio di missioni e situazioni tattiche. Nella valigetta sono inclusi due differenti tipi di impugnatura e grilletto, un paio per il lanciagranate modificato GP-25/30 ed un altro per le situazioni in cui il lanciagranate viene tenuto smontato. Quando il lanciagranate è installato, il fucile ed il lanciagrante sparano con un unico grilletto. Un selettore vicino al grilletto cambia la modalità di fuoco, permettendo di passare dalle munizioni al lanciagranate. Nel caso venga smontato il lanciagranate è rimpiazzabile con un'impugnatura verticale. Un silenziatore è incluso nella dotazione standard, così come una canna corta a sostituzione rapida da usare con il silenziatore o quando è richiesta la massima compattezza.

## Aspetti dibattuti

### Vantaggi
- La compattezza dell'arma, relativamente piccola e leggera grazie allo schema bullup che fornisce un buon bilanciamento ed un minor rinculo.
- È affidabile come la famiglia degli AK essendo basato sugli stessi meccanismi interni.
- Le munizioni 9 x 39 mm SP-5 ed SP-6 subsoniche, abbinate al silenziatore, rendono l'OTs-14-4A un'arma piuttosto furtiva.
- Le pesanti munizioni da 9 mm (16 g) aumentano la mortalità dell'arma così come il suo potere d'arresto.
- Buona accuratezza, che assieme all'alta mortalità, alla penetrazione dei proiettili, al buon potere dall'arresto ed alla decente velocità di fuoco rendono l'arma adatta ad ingaggiare bersagli in giubbotti antiproiettile o dietro protezioni leggere.
- Il design modulare permette di trasformare l'arma in un fucile d'assalto, un fucile di precisione o in un lanciagranate.

### Svantaggi
- La corta linea di mira, così come la rapida curva delle munizioni, rende il puntamento problematico.
- Lo schema bullup rende più difficoltoso cambiare il caricatore.
- La quarta variante ha un caricatore da soli 20 colpi.
- L'utilizzo di un solo mirino sia per le munizioni che per le granate rallenta il passaggio tra un impiego e l'altro.
- Il baricentro delle versioni senza lanciagranate è in una posizione tale da sbilanciare l'arma.
- Il baricentro è situato sull'impugnatura a pistola e pesa sulla mano destra dell'utilizzatore, diminuendo la precisione.

## Varianti
- OTs-14-4A - variante con il lanciagranate
- OTs-14-4A-01 - variante con l'impugnatura verticale
- OTs-14-4A-02 - variante senza accessori sulla canna
- OTs-14-4A-03 - variante con il silenziatore

## Nell'arte

### Videogiochi
Nella serie di S.T.A.L.K.E.R. l'OTs-14-4A è un'arma rara, molto potente a corto raggio.
È anche presente in Red Crucible Firestorm nelle varianti OTs-14-4A-01 e OTs-14-4A-03. È presente anche su WarRock. Il Groza-1 é presente anche in PlayerUnknown's battleground e in Battlefield 4.